# 신일중학교 (울산)
신일중학교(新一中學校)는 대한민국 울산광역시 남구 신정동에 있는 공립 중학교이다.

## 학교 연혁
- 1985년 1월 31일 : 신정여자중학교 설립 인가
- 1985년 3월 1일 : 제1대 최순홍 교장 취임
- 1985년 3월 5일 : 개교(신입생 428명 입학)
- 1988년 2월 20일 : 제1회 졸업식(졸업생 428명 졸업)
- 2007년 3월 1일 : 신일중학교로 교명 변경(남녀공학 전환)
- 2021년 3월 1일 : 제15대 강호중 교장 취임
- 2023년 3월 2일 : 제39회 입학식(신입생 113명 입학)
- 2024년 2월 19일 : 제37회 졸업식(졸업생 110명, 누계 13,707명)

## 참고 자료
- 신일중학교 - 한국교육학술정보원 학교알리미